# Sara Vivas
Sara Vivas Peñuelas (Madrid, 4 de agosto de 1966) es una actriz de doblaje española, conocida principalmente por doblar al personaje de Bart Simpson. Tiene un timbre de voz muy particular, lo que le permite, además de doblar personajes adultos, haberse especializado en doblar niños. Comenzó su carrera de doblaje en 1985. Además, también ejerce como directora de doblaje.

## Filmografía
| Película                                                      | Personaje                  | Actor              | Año  |
| ------------------------------------------------------------- | -------------------------- | ------------------ | ---- |
| El guerrero del amanecer                                      | Jux                        | Brett Hool         | 1987 |
| La pequeña pícara                                             | Curly Sue                  | Alisan Porter      | 1991 |
| Falso culpable (Redoblaje)                                    | Gregory Balestrero         | Robert Essen       | 1991 |
| Un lugar llamado paraíso                                      | Billie Pike                | Thora Birch        | 1991 |
| Avalon                                                        | Michael Kaye               | Elijah Wood        | 1991 |
| JFK: caso abierto                                             | Virginia Garrison          | Amy Long           | 1991 |
| El cortador de césped                                         | Peter Parkette             | Austin O'Brien     | 1992 |
| Un mundo perfecto                                             | Cleveland                  | Kevin Jamal Woods  | 1993 |
| Aquel Oeste tan divertido (Televisión)                        | Jessica Martin             | Ashley Olsen       | 1994 |
| Jack y las habichuelas mágicas                                | Danny                      | Patrick Renna      | 1994 |
| Terror en la sombra (Televisión)                              | Brian Williams             | Jacob Loyst        | 1995 |
| Dos por el precio de una                                      | Amanda Lemmon              | Mary-Kate Olsen    | 1995 |
| Power Rangers: la película                                    | Amy Jo Johnson             | Kimberly           | 1995 |
| James y el melocotón gigante                                  | Chico de la calle          | Mario Yedidia      | 1996 |
| Turbo Power Rangers                                           | Amy Jo Johnson             | Kimberly           | 1997 |
| De jungla a jungla                                            | Andrew Kempster            | Frankie J. Galasso | 1997 |
| Mi amigo grande y peludo (Vídeo)                              | Picasso Dewlap             | Robert Burke       | 1998 |
| El abuelo                                                     | Nelly                      | Alicia Rozas       | 1998 |
| El secreto del forastero                                      | Toby Cameron               | Devon Allan        | 1999 |
| En busca del valle encantado 10: El viaje de los cuellilargos | Peque                      | Brandon de Paul    | 2003 |
| Barbie, La princesa y la costurera (Vídeo)                    | Bertie                     | Kathleen Barr      | 2004 |
| Repentinamente (Redoblaje)                                    | Pidge                      | Kim Charney        | 2004 |
| Sandlot II (Vídeo)                                            | Mac                        | Brett Kelly        | 2005 |
| El sueño de una noche de San Juan                             | Perecho                    |                    | 2005 |
| Walk the proud land (Redoblaje)                               | Tono                       | Eugene Mazzola     | 2006 |
| Los Simpson: la película                                      | Bart Simpson               | Nancy Cartwright   | 2007 |
| Mortadelo y Filemón misión salvar la tierra                   | Bush                       | Miguel Bardem      | 2008 |
| Cars 3                                                        | Miss Fractura/Miss Fritter | Lea DeLaria        | 2017 |

## Televisión
| Serie                        | Personaje                                                                          | Año           |
| ---------------------------- | ---------------------------------------------------------------------------------- | ------------- |
| "Chicho Terremoto"           | Pepote Pulido                                                                      | 1981-1982     |
| La hora de Bill Cosby        | Denise Huxtable                                                                    | 1985          |
| Blinkins                     | Sparkle                                                                            | 1986          |
| ALF                          | Brian Tanner                                                                       | 1986          |
| Los Simpson                  | Bart Simpson                                                                       | 1989-Presente |
| Hikari no Densetsu           | Silvia                                                                             | 1990          |
| Supercampeones               | Tom Baker                                                                          | 1990          |
| ¿Quién es el Jefe?           | Jonathan Bower                                                                     | 1990          |
| Super Mario Bros.            | Hop Koopa                                                                          | 1991          |
| Idol Densetsu Eriko          | Eriko Tamura                                                                       | 1992          |
| Un chapuzas en casa          | Randy Taylor                                                                       | 1992          |
| Punky Brewster               | Allen Anderson                                                                     | 1994          |
| Willy Fog 2                  | Grauben                                                                            | 1994          |
| Expediente X                 | Cindy Reardon / Eva 10                                                             | 1995          |
| Mighty Morphin Power Rangers | Kimberly                                                                           | 1994-1996     |
| Yo y el Mundo                | Cory Matthews                                                                      | 1995          |
| El laboratorio de Dexter     | Dexter                                                                             | 1996          |
| Cosas de marcianos           | Tommy Solomon                                                                      | 1996          |
| Cyberclub                    | Trasto                                                                             | 1997          |
| South Park                   | Kyle Broflovski, Bart Simpson (episodio, «Cartoon Wars Parte II»), Kenny McCormick | 1997-presente |
| Teletubbies                  | Dipsy                                                                              | 1998-2001     |
| La nueva familia Addams      | Pugsley Addams                                                                     | 1998          |
| Zoe, Duncan, Jack y Jane     | Breeny Kennedy                                                                     | 1999          |
| Rocket Power                 | Otto Rocket                                                                        | 2000          |
| Malcolm in the middle        | Malcolm                                                                            | 2000-2007     |
| Titeuf                       | Titeuf                                                                             | 2001          |
| Futurama                     | Cubert J. Farnsworth                                                               | 2000-2013     |
| Smallville                   | Alicia                                                                             | 2001          |
| Padre de familia             | Sam                                                                                | 2001          |
| Monster Allergy              | Ezequiel Zick                                                                      | - Presente    |
| Mirmo                        | Saori Eguchi Tristín Mizuki Hidaka Panta                                           | 2005          |
| Zatch Bell!                  | Zatch                                                                              | 2006          |
| Robotboy                     | Amanda Kingston Turner/Gus/G-man                                                   | 2006          |
| The Troop                    | Hayley Steele                                                                      | 2010-2012     |

En ocasiones, con mucha disparidad, personajes eventuales de Pokémon, y al personaje Fizz del videojuego League of Legends.

## Reconocimientos
Sara Vivas ha sido premiada junto a sus compañeros de doblaje de la serie en 2004 con un Micrófono de Oro. Estos premios se conceden anualmente en la ciudad de Ponferrada, León. También ha sido premiada como actriz preferida por el público en los Premios Take de Doblaje de Oviedo en 2017.